# جاكوب جوردن
جاكوب جوردن هو سياسي كندي، ولد في 19 سبتمبر 1741، وتوفي في 23 فبراير 1796.